# Kirsty Jahn
Kirsty Jahn (* 12. Dezember 1983 in North Vancouver) ist eine ehemalige Triathletin aus Kanada. Sie wird  in der Bestenliste der Triathletinnen auf der Ironman-Distanz geführt.

## Werdegang
Kirsty Jahn wuchs in British Columbia auf und startete bereits als 10-Jährige bei ihrem ersten Triathlon. Von 2009 bis 2011 musste sie aus gesundheitlichen Gründen pausieren. 2011 zog sie nach Manhattan und besuchte die Columbia University.
Seit 2014 startete sie als Profiathletin und seit November 2014 ist sie verheiratet. Im Mai 2016 wurde sie auf dem Fahrrad von einem LKW erfasst und schwer an der Hüfte verletzt. Im November konnte sie auf der halben Ironman-Distanz den Ironman 70.3 Punta del Este (1,9 km Schwimmen, 90 km Radfahren und 21,1 km Laufen) gewinnen.

### Ironman-Siegerin 2018
Im Mai 2018 gewann die damals 34-Jährige den Ironman Brasil (3,86 km Schwimmen, 180,2 km Radfahren und 42,195 km Laufen) und nur zwei Wochen später konnte sie mit dem Ironman Boulder die zweite Langdistanz für sich entscheiden.
Seit 2018 tritt Kirsty Jahn nicht mehr international in Erscheinung.
Seit Februar 2020 ist sie Mutter eines Sohnes.

## Sportliche Erfolge
| Datum/Jahr    | Rang | Wettbewerb                  | Austragungsort | Zeit     | Bemerkung                                       |
| ------------- | ---- | --------------------------- | -------------- | -------- | ----------------------------------------------- |
| 27. Nov. 2016 | 1    | Ironman 70.3 Punta del Este | Punta del Este | 04:14:14 |                                                 |
| 3. Mai 2015   | 2    | Ironman 70.3 St. Croix      | Saint Croix    | 04:46:56 |                                                 |
| 5. Juli 2015  | 2    | Ironman 70.3 Muskoka        | Huntsville     | 04:40:07 | hinter der US-Amerikanerin Jennifer Spieldenner |

| Datum/Jahr    | Rang | Wettbewerb      | Austragungsort | Zeit     | Bemerkung                                                           |
| ------------- | ---- | --------------- | -------------- | -------- | ------------------------------------------------------------------- |
| 10. Juni 2018 | 1    | Ironman Boulder | Boulder        | 09:16:12 |                                                                     |
| 27. Mai 2018  | 1    | Ironman Brasil  | Florianópolis  | 08:54:57 | persönliche Bestzeit auf der Ironman-Distanz                        |
| 26. Nov. 2017 | 2    | Ironman Mexico  | Cozumel        | 08:58:27 |                                                                     |
| 14. Mai 2016  | DNF  | Ironman Texas   | The Woodlands  | –        | Austragung des Rennens auf verkürztem Radkurs (94 statt 112 Meilen) |

(DNF – Did Not Finish)